# Potamotrygon schuhmacheri
Potamotrygon schuhmacheri är en rockeart som beskrevs av Castex 1964. Potamotrygon schuhmacheri ingår i släktet Potamotrygon och familjen Potamotrygonidae. IUCN kategoriserar arten globalt som otillräckligt studerad. Inga underarter finns listade i Catalogue of Life.